# 米斯利尼
50°29′20″N 24°57′24″E / 50.48889°N 24.95667°E
米斯利尼（烏克蘭語：Мислині），是烏克蘭的村落，位於該國西部沃倫州，由盧茨克區負責管轄，始建於1577年，面積11.2平方公里，海拔高度212米，2001年人口270，人口密度每平方公里24.11人。